# San Ildefonso (Ilocos Sur)
San Ildefonso è una municipalità di quinta classe delle Filippine, situata nella provincia di Ilocos Sur, nella regione di Ilocos.
San Ildefonso è formata da 15 baranggay:
- Arnap
- Bahet
- Belen
- Bungro
- Busiing Norte
- Busiing Sur
- Dongalo
- Gongogong
- Iboy
- Kinamantirisan
- Otol-Patac
- Poblacion East
- Poblacion West
- Sagneb
- Sagsagat